# Pseudaristus punctatissimus
Pseudaristus punctatissimus is een keversoort uit de familie van de loopkevers (Carabidae). De wetenschappelijke naam van de soort is voor het eerst geldig gepubliceerd in 1894 door Baudi di Selve.